# Mobilność zawodowa
Mobilność zawodowa – umiejętność dostosowania się pracownika do wymogów rynku pracy poprzez:
- gotowość do zmiany pracy, zawodu,
- doskonalenie i poszerzanie swoich kwalifikacji zawodowych,
- dostosowywanie się do ustawowych wymogów pracodawcy.

Główne przyczyny zjawiska mobilności zawodowej:
- bezrobocie
- rozwój nowych technologii
- prawa gospodarki wolnorynkowej: prawo popytu i podaży oraz wolnej konkurencji
- zmiana przepisów prawa pracy